# Conroe (Teksas)
Conroe je grad u američkoj saveznoj državi Teksas. Prema popisu stanovništva iz 2010. u njemu je živjelo 56.207 stanovnika.